# Coelichneumon biannulatus
Coelichneumon biannulatus är en stekelart som först beskrevs av Johann Ludwig Christian Gravenhorst 1820.  Coelichneumon biannulatus ingår i släktet Coelichneumon och familjen brokparasitsteklar. Arten är reproducerande i Sverige. Inga underarter finns listade i Catalogue of Life.